# Swartzia flaemingii
Swartzia flaemingii är en ärtväxtart som beskrevs av Giuseppe Raddi. Swartzia flaemingii ingår i släktet Swartzia och familjen ärtväxter.

## Underarter
Arten delas in i följande underarter:
- S. f. arumateuana
- S. f. cognata
- S. f. flaemingii
- S. f. polita
- S. f. psilonema